# Just Go
Albums de Lionel Richie
Coming Home
(2006) Tuskegee
(2012)
Singles
1. Face in the Crowd
Sortie : 18 juillet 2008
2. Good Morning
Sortie : 4 novembre 2008
3. Just Go
Sortie : 12 mars 2009
4. I'm in Love
Sortie : 19 mai 2009

Just Go est le neuvième album du chanteur Lionel Richie, sorti le 10 mars 2009 chez Island Records.
Pour cet album l'artiste a choisi de travailler avec des producteurs comme Christopher Stewart ou Stargate. Ne-Yo, The-Dream, Espen Lind et Johnta Austin ont écrit certains textes et le chanteur Akon est aussi présent à l'écriture et la production du disque (il est invité sur les titres Just Go et Nothing Left to Give). Lionel Richie réalise aussi un duo avec Trijntje Oosterhuis sur la chanson Face in the Crowd et il écrit les paroles de la chanson Eternity,.
L'album reçoit un accueil généralement positif,, et atteint la 24e place du Billboard 200 et à la 9e place du Top R&B/Hip-Hop Albums aux États-Unis. Just Go est également entré dans le top 10 en Autriche, en Allemagne et au Royaume-Uni. En mai 2012, il s'est vendu à 95 000 exemplaires aux États-Unis, selon Nielsen SoundScan, et à 60 000 exemplaires supplémentaires au Royaume-Uni. L'album est précédé des singles Face in the Crowd (sorti aux Pays-Bas uniquement) et Good Morning, suivi par les singles Just Go et I'm in Love ainsi que les singles promotionnels Forever and Ever et I'm Not Okay.

## Liste des titres
| No  | Titre                                        | Auteur                                                               | Producteur(s)                          | Durée |
| --- | -------------------------------------------- | -------------------------------------------------------------------- | -------------------------------------- | ----- |
| 1.  | Forever                                      | - Phillip "Taj" Jackson - Mikkel S. Eriksen - Tor Erik Hermansen     | Stargate                               | 3:19  |
| 2.  | Just Go (featuring Akon)                     | - Aliaune Thiam - Giorgio Tuinfort                                   | - Akon - Tuinfort                      | 4:11  |
| 3.  | Nothing Left to Give (featuring Akon)        | - Thiam - Tuinfort                                                   | - Akon - Tuinfort                      | 3:32  |
| 4.  | Forever and a Day                            | - Christopher "Tricky" Stewart - Terius Nash                         | Stewart                                | 4:04  |
| 5.  | I'm Not Okay                                 | - Stewart - Nash                                                     | Stewart                                | 3:28  |
| 6.  | Good Morning                                 | - Stewart - Nash - James Button - Corron Cole                        | - Stewart - JB & Corron                | 4:06  |
| 7.  | Through My Eyes                              | - Jackson - Eriksen - Hermansen                                      | Stargate                               | 4:06  |
| 8.  | I'm in Love                                  | - Shaffer Smith - Eriksen - Hermansen                                | - Stargate - Ne-Yo                     | 4:05  |
| 9.  | Think of You                                 | - Jackson - Eriksen - Hermansen                                      | - Stargate - Martin K.                 | 4:12  |
| 10. | Into You Deep                                | - Stewart - Nash - Sean Hall                                         | - Stewart - Sean K.                    | 5:19  |
| 11. | Pastime                                      | - Johntá Austin - Eriksen - Hermansen - Espen Lind - Amund Bjørklund | Stargate                               | 3:52  |
| 12. | Face in the Crowd (avec Trijntje Oosterhuis) | John Ewbank                                                          | - Ewbank - Nando Eweg - Clayton Haraba | 4:21  |
| 13. | Somewhere in London                          | - Stewart - Nash                                                     | Stewart                                | 5:05  |
| 14. | Eternity                                     | Lionel Richie                                                        | David Foster                           | 4:37  |

## Classements et certifications

### Classements hebdomadaires
| Classement (2009)                   | Meilleure position |
| ----------------------------------- | ------------------ |
| Allemagne (Media Control AG)        | 9                  |
| Autriche (Ö3 Austria Top 40)        | 9                  |
| Belgique (Flandre Ultratop)         | 89                 |
| États-Unis (Billboard 200)          | 24                 |
| États-Unis (Top R&B/Hip-Hop Albums) | 9                  |
| France (SNEP)                       | 79                 |
| Italie (FIMI)                       | 74                 |
| Pays-Bas (Mega Album Top 100)       | 22                 |
| Royaume-Uni (UK Albums Chart)       | 10                 |
| Royaume-Uni (R&B Albums)            | 1                  |
| Suisse (Schweizer Hitparade)        | 28                 |

### Certifications
| Région                                | Certification | Ventes/Streams |
| ------------------------------------- | ------------- | -------------- |
| Royaume-Uni (BPI)                     | Argent        | 60 000^        |
| ^Mise en rayon selon la certification |               |                |

## Clips video
- Just Go feat. Akon